# Итея виргинская
Итея виргинская (лат. Itea virginica) — небольшой североамериканский цветущий кустарник, растущий в низинных лесах и на окраинах водно-болотных угодий, вид семейства итеевых (Iteaceae), произрастающий на юго-востоке США. У Itea virginica мелкие цветки на свисающих кистях и листовые пластинки длиной от 2 до 9 см, напоминающие листья ивы.
В зависимости от местоположения этот вид цветет в конце весны — начале лета. Предпочитает влажную плодородную почву, но может расти на самых разных типах почв. При использовании в садоводстве она может образовывать большие заросли и густые корневые отпрыски, из-за чего куст трудно удалить.

## Этимология
Название рода Itea происходит от греческого слова и использовалось для обозначения различных ив (Salix). Это выражение использовалось ещё Гомером в «Илиаде» и « Одиссее». Карл фон Линней перенёс это название на род «розмариновых ив», из которых он знал только один американский вид с его листьями, похожими на ивы.
Видовой эпитет virginica означает «виргинский» и относится к британской колонии Вирджиния. Используется для видов, произрастающих в Северной Америке.

## Описание

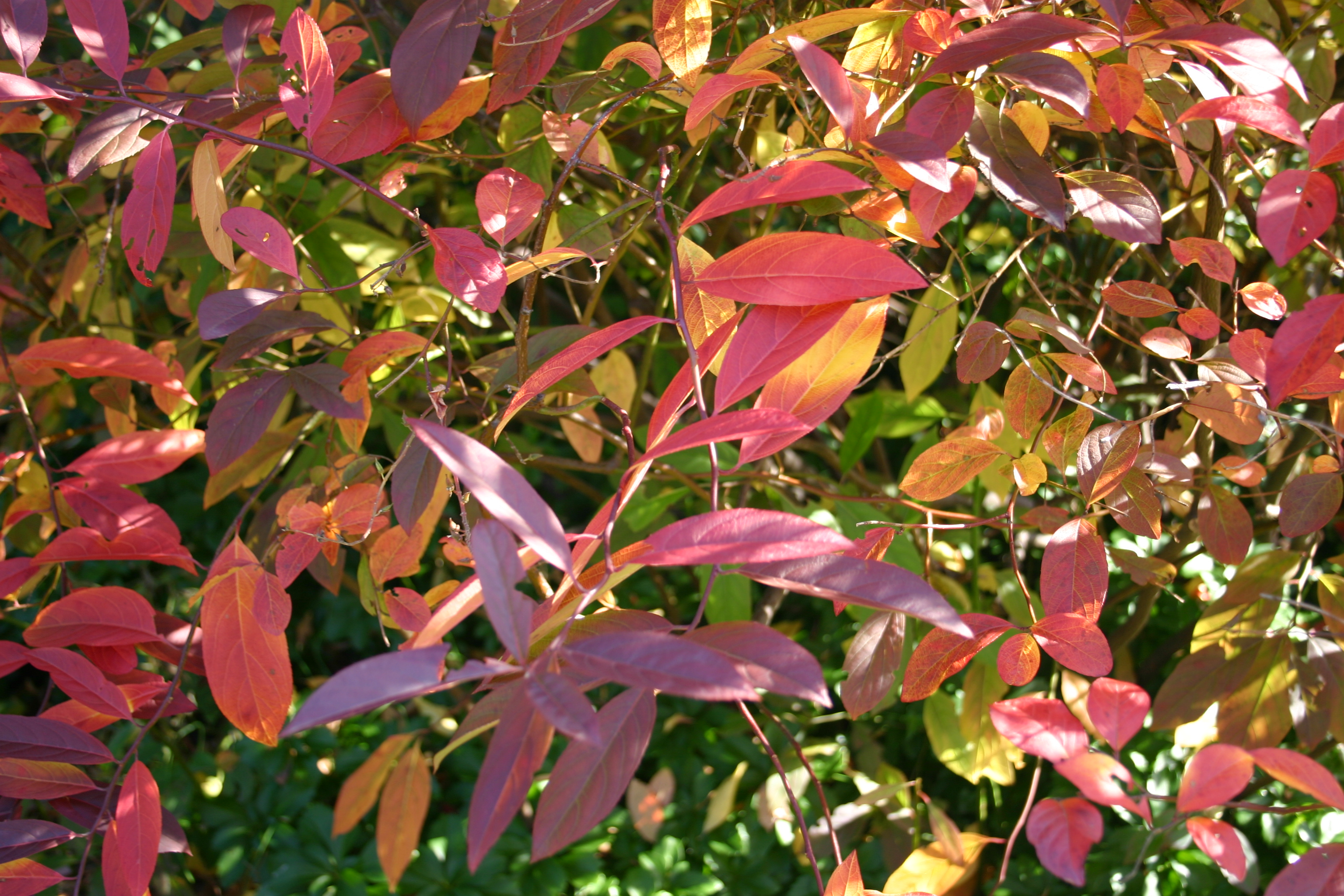
Листва в осенней окраске

Листопадный кустарник, вырастающий до 2,5 м в высоту и 1,5 м в ширину. Это многоствольное, дающее побеги и разрастающееся растение, дугообразные стебли которого ветвятся редко, за исключением верхушек. В благоприятных условиях может стать полувечнозелёным. Выдерживает температуры не ниже −29 °C.
Листья простые, очерёдные, суженные продолговато-эллиптические, тонко зубчатые, тёмно-зелёные, длиной до 10 см. Осенью листья приобретают оттенки красного.
Цветки мелкие, белые или кремовые, ароматные, появляются летом на побегах прошлого года. Цветы собраны в соцветия — направленные вниз, слегка изогнутые колоски. Цветки привлекают бабочек.

## Ареал
Естественный ареал распространения находится на востоке США и простирается от юга Нью-Джерси и Иллинойса до Флориды и Техаса. Вид растёт на болотах и во влажных лесах, на берегах рек и бобровых запрудах на высоте до 300 метров в частично затененных и прохладных местах.

## Сохранение
Itea virginica классифицируется NatureServe как G4 («вероятно, в безопасности на протяжении всего ареала организма»), а в Пенсильвании, Индиане и Оклахоме он находится под угрозой исчезновения.

## Таксономия
Itea virginica принадлежит к семейству Iteaceae, листопадных и вечнозелёных кустарников. Это единственный вид рода Itea, обитающий в Северной Америке; большинство видов Itea происходят из Восточной Азии. Некоторые авторы исторически относят вид к семействам Grossulariaceae или Saxifragaceae.

## Садоводство
В Великобритании сорт 'Henry's Garnet' (Генри Гарнет) был удостоен награды Королевского садоводческого общества «За вожжающиеся садовые качества». Itea virginica используется как местное декоративное ландшафтное растение в Северной Америке, и было названо множество его сортов. Цветы привлекают опылителей, а кустарник можно использовать для борьбы с эрозией.
Можно попытаться выращивать в средней полосе России только с укрытием на зиму, так как цветение происходит на побегах прошлого года, а цветочные почки сохраняются при температурах не ниже −20 °С. Растение терпимо к засухе, однако лучше себя чувствует на плодородных, увлажненных почвах. Высаживают на полное солнце, допустима легкая полутень.
В ботаническом саду Петра Великого в Санкт-Петербурге вид был испытан в 1796, 1886–1898 годах. В 1796 г., возможно, выращивался в закрытом грунте.